# Hakea conchifolia
Hakea conchifolia är en tvåhjärtbladig växtart som beskrevs av William Jackson Hooker. Hakea conchifolia ingår i släktet Hakea och familjen Proteaceae. Inga underarter finns listade i Catalogue of Life.